# Alex (football, 1991)
Pour les articles homonymes, voir Alex.
Alexandre Henrique Gonçalves Freitas, plus communément appelé Alex, est un footballeur portugais né le 27 août 1991 à Funchal. Il évolue au poste d'ailier.

## Biographie
Il est finaliste de la Coupe du monde des moins de 20 ans 2011 avec le Portugal. Il marque durant la finale perdue 2-3 contre le Brésil.

## Palmarès

### En sélection
- Finaliste de la Coupe du monde des moins de 20 ans en 2011